# Don Carlos

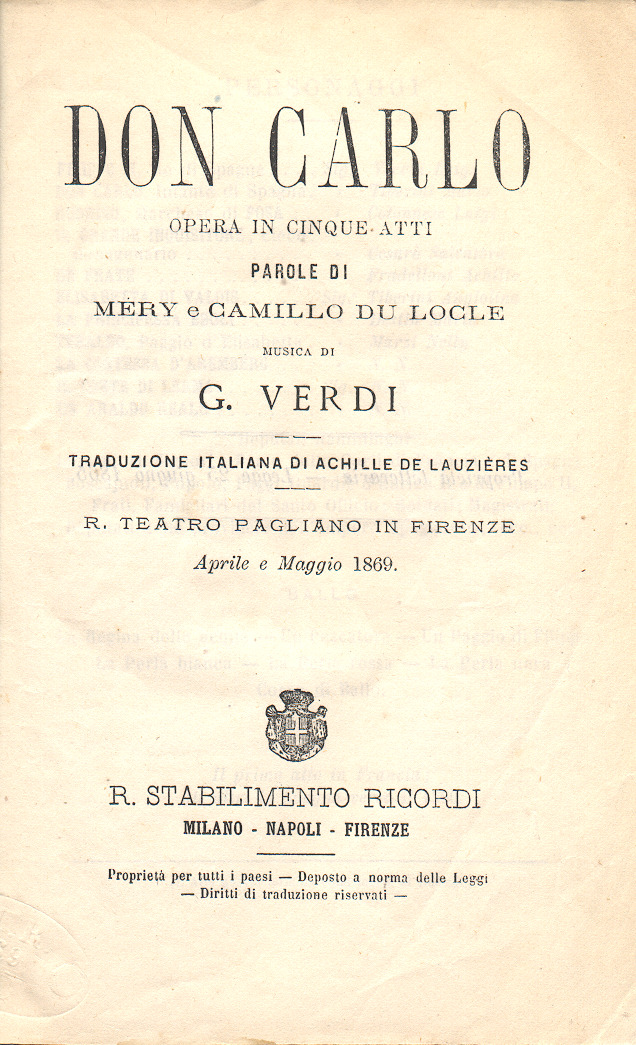
Don Carlo

Don Carlos é uma grande ópera em cinco atos composta por Giuseppe Verdi com libreto, em francês, de Camille du Locle e Joseph Méry, baseada na peça Don Carlos, Infante de Espanha, de Friedrich Schiller. A história é baseada em conflitos na vida de Carlos, Príncipe das Astúrias (1545-1568) após o seu noivado com Elisabeth de Valois que acabou casando com o pai de Carlos, Filipe II da Espanha, como parte do tratado de paz que terminou a Guerra Italiana de 1551-1559 entre as Casas de Habsburgo e Valois. Recebeu a sua primeira representação no Théâtre de l'Opéra Impérial (Opéra Le Peletier) em 11 de março de 1867.
Existem versões em língua italiana e língua francesa.
| Intérpretes                                | Voz              | Estreia: 11 de março de 1867 (maestro: Hainl) | Revisão: Estreia 10 de janeiro de 1884 |
| ------------------------------------------ | ---------------- | --------------------------------------------- | -------------------------------------- |
| Philip II, (Filippo) Rei da Espanha        | baixo            | Louis-Henri Obin                              | Alessandro Silvestri                   |
| Don Carlos (Don Carlo), Infante da Espanha | tenor            | A. Morère                                     | Francesco Tamagno                      |
| Rodrigue (Rodrigo), Marquês de Posa        | barítono         | Jean-Baptiste Faure                           | Paolo Lhérie                           |
| O Grande Inquisidor                        | baixo            | David                                         | Francesco Navarini                     |
| Elisabeth de Valois                        | soprano          | Marie-Constance Sass                          | Abigaille Bruschi-Chiatti              |
| Princesa Eboli                             | mezzo-soprano    | Pauline Gueymard-Lauters                      | Giuseppina Pasqua                      |
| Um monge                                   | baixo            | Armand Castelmary                             | Leopoldo Cromberg                      |
| Thibault (Tebaldo), pagem de Elisabeth     | soprano travesti | Leonia Leveilly                               | Amelia Garten                          |
| Uma Voz do Céu                             | soprano          |                                               |                                        |
| O Conde de Lerma                           | tenor            | Gaspard                                       | Angelo Fiorentini                      |
| Arauto Real                                | tenor            | Mermant                                       | Angelo Fiorentini                      |
| Condessa de Aremberg                       | não canta        | Dominique                                     | Angelina Pirola                        |

## Gravações

### Don Carlos (versão original, em francês)
| Ano  | Cast (Don Carlos, Elisabeth, Eboli, Rodrigue, Philip)                                | Maestro, Sala de Ópera e Orquestra                     | Label                                             |         |
| ---- | ------------------------------------------------------------------------------------ | ------------------------------------------------------ | ------------------------------------------------- | ------- |
| 1972 | André Turp Edith Tremplay Michelle Vilma Robert Savoie Joseph Rouleau                | John Matheson, BBC Singers, BBC Concert Orchestra      | Audio CD: Opera Rara, original 1973 BBC broadcast | 5 Actos |
| 1983 | Plácido Domingo Katia Ricciarelli Lucia Valentini Terrani Leo Nucci Ruggero Raimondi | Claudio Abbado, La Scala Orquestra e Coros             | Audio CD: Deutsche Grammophon ASIN: B000001G68    | 5 Actos |
| 1996 | Roberto Alagna Karita Mattila Waltraud Meier Thomas Hampson José van Dam             | Antonio Pappano, Theatre du Chatelet Orquestra e Coros | DVD: Kultur Video ASIN: B00008DDRK                | 5 Actos |

### Don Carlo (versão, em italiano)
| Ano  | Cast (Carlo, Elisabetta, Eboli, Rodrigo, Filippo)                                     | Maestro, Sala de Ópera e Orquestra                                           | Label                                        |                                                                               |
| ---- | ------------------------------------------------------------------------------------- | ---------------------------------------------------------------------------- | -------------------------------------------- | ----------------------------------------------------------------------------- |
| 1958 | Jon Vickers Gré Brouwenstijn Fedora Barbieri Tito Gobbi Boris Christoff               | Carlo Maria Giulini, Royal Opera House, Covent Garden Chorus and Orchestra   | Audio CD: BBC Legends ASIN: B000CHYH3C       | Don Carlos - 5 actos                                                          |
| 1965 | Carlo Bergonzi Renata Tebaldi Grace Bumbry Dietrich Fischer-Dieskau Nicolai Ghiaurov  | Sir Georg Solti, Royal Opera House, Covent Garden Chorus and Orchestra       | Audio CD: DECCA ASIN: B00000E3OE             | Don Carlo – 5 Actos (1886 Versão integral)                                    |
| 1970 | Plácido Domingo Montserrat Caballé Shirley Verrett Sherrill Milnes Ruggero Raimondi   | Carlo Maria Giulini, Royal Opera House, Covent Garden Coros e Orquestra      | Audio CD: EMI Classics ASIN: B00004VVZP      | Don Carlos – 5 Actos (1867, Acto 1; 1886 Versão integral 4-actos)             |
| 1984 | Plácido Domingo Mirella Freni Grace Bumbry Louis Quilico Nicolai Ghiaurov             | James Levine, Metropolitan Opera Orquestra e Coros (produção de John Dexter) | DVD: Deutsche Grammophon Cat: 00440 073 4085 | Don Carlo – 3 Atos. (Versão integral 5-Actos, representada no Met em 3 Actos) |
| 1986 | José Carreras Fiamma Izzo D'Amico Agnes Baltsa Piero Cappuccilli Ferruccio Furlanetto | Herbert von Karajan, Salzburg Festival, Berliner Philharmoniker              | DVD: Sony ASIN: B00007CVRJ                   | Don Carlo - 4 Actos                                                           |
| 1994 | Luciano Pavarotti Daniela Dessi Luciana D'Intino Paolo Coni Samuel Ramey              | Riccardo Muti, La Scala Orchestra and Chorus                                 | DVD: EMI Classics ASIN: B00020HEPW           | Don Carlo - 4 Actos                                                           |